# Will Bloss
William Herbert Bloss Sr. (Orleans, Indiana, 1869. április 4. – Richland megye, Ohio, 1921. június 22.) amerikai amerikaifutball-játékos és -edző, az Oregon Agricultural Aggies amerikaifutball-csapatának első vezetőedzője. Egy szezonban a csapat quarterbackjeként játszott.

## Fiatalkora
1889–1990-ben, valamint 1991–1992-ben az Indiana Hoosiers játékosa, és utóbbi szezonban csapatkapitánya volt. 1891-ben a Washburn Ichabods edzője lett; mivel ezt csak részmunkaidőben végezte, Arizonában építőmérnök lett. Miután 1892 júniusában édesapja, John McKnight Bloss az Oregoni Állami Egyetem rektora lett, Corvallisbe költözött.

## Edzőként
Bloss jelentős szerepet játszott az Oregoni Mezőgazdasági Főiskola (ma Oregoni Állami Egyetem) amerikaifutball-csapatának létrejöttében; 1891-ben első edzőjük volt, de az 1893–1894-es szezonban quarterbackként játszott. Évekkel később a régió leghevesebb játékosának nevezték.
1893 őszén a 148 férfihallgatóból próbált csapatot összeállítani; október közepére 16 személyt választott ki, viszont négyen (köztük Bloss, egy munkatársa és egy helyi középiskola takarítója) nem az egyetem hallgatói voltak. Az első mérkőzést 1893. november 11-én délután játszották az Albany Főiskola ellen; a több mint ötszáz néző előtt zajló meccset 62–0-ra megnyerték. A belépő tíz cent volt. Brady Burnett runback szerezte az intézmény első touchdownját, majd a játék során hét, a következő nap pedig hat továbbit.
Bloss a szezon végén távozott, de az 1897-esben visszatért. Mivel a Pacific University a hálaadás napi mérkőzéstől visszalépett, az Aggies regionális bajnok lett.

## Visszavonulása után
1908-ban „valamely déli államban” építőmérnökként dolgozott. Életének utolsó 14 évében az Ohio Brass Company munkatársa, emellett szabadkőműves és a Benevolent and Protective Order of Elks testvériség tagja volt.
1921. június 22-én hajnalban hunyt el. Sírhelye Muncie-ban van.

## Eredményei vezetőedzőként
| Év                                     | Eredmény                               |
| Oregon Agricultural Aggies (Független) | Oregon Agricultural Aggies (Független) |
| -------------------------------------- | -------------------------------------- |
| 1893                                   | 5–1                                    |
| 1897                                   | 5–0                                    |
| Összesen:                              | 10–1                                   |

## Fordítás
- Ez a szócikk részben vagy egészben  a   Will Bloss című angol Wikipédia-szócikk ezen változatának fordításán alapul.  Az eredeti cikk szerkesztőit annak laptörténete sorolja fel. Ez a jelzés csupán a megfogalmazás eredetét és a szerzői jogokat jelzi, nem szolgál a cikkben szereplő információk forrásmegjelöléseként.